# Marian Tischner
Marian Tischner (ur. 4 lutego 1936 w Łopusznej) – polski lekarz weterynarii, profesor, przewodniczący Zarządu Głównego Polskiego Towarzystwa Nauk Weterynaryjnych w latach 1992–1994, członek Polskiej Akademii Umiejętności. 

## Życiorys
Urodzony w 1936 w Łopusznej, gdzie jego ojciec – Józef, pełnił funkcję kierownika szkoły, a matka – Weronika z Chowańców pochodząca z Jurgowa na Spiszu, była nauczycielką. Brat Józefa Tischnera, księdza i filozofa, i Kazimierza Tischnera, zootechnika.
W 1960 ukończył weterynarię w Wyższej Szkole Rolniczej (WSR) w Lublinie. Pracował jako terenowy lekarz, a następnie w Katedrze Rozrodu Zwierząt Akademii Rolniczej w Krakowie pod kierunkiem prof. Władysława Bielańskiego. Przez 25 lat był kierownikiem tej Katedry. W 1976 był jednym z głównych organizatorów Światowego Kongresu Rozrodu Zwierząt w Krakowie. W latach 1981–1986 był prorektorem Akademii Rolniczej w Krakowie. W 1982 uzyskał tytuł naukowy profesora. W latach 1994–1999 pracował jako wykładowca Wydziału Medycyny Weterynaryjnej Szkoły Głównej Gospodarstwa Wiejskiego w Warszawie. Obecnie (marzec 2010) pracuje w Katedrze Rozrodu Zwierząt Uniwersytetu Rolniczego im. Hugona Kołłątaja w Krakowie oraz jest zastępcą przewodniczącego Komisji Nauk Rolniczych, Leśnych i Weterynaryjnych Polskiej Akademii Umiejętności. Specjalizuje się w biologii rozrodu zwierząt.

## Życie prywatne
Żonaty z Barbarą z Kraińskich, ma dwóch synów – Marka i Łukasza.

## Odznaczenia
Odznaczony Krzyżem Oficerskim Orderu Odrodzenia Polski (2004), Medalem Komisji Edukacji Narodowej i medalem Instytutu Lazzaro Spallanzaniego.

## Publikacje
Autor lub współautor publikacji:
- Przeszczepianie zarodków u zwierząt gospodarskich (1988)
- Andrzej Bielański, Marian Tischner, Biotechnologia rozrodu zwierząt gospodarskich, Wyd. Universitas, s. 1–455, 1993
- Andrzej Bielański, Marian Tischner, Biotechnologia rozrodu zwierząt udomowionych, Wyd. Drukrol S.C. s. 1–631, 1997
- Halina Krzanowska, Marian Tischner, Klonowanie, Wyd. Znak, 1998
- Weterynaryjne i hodowlane problemy rozrodu koni. Ogier (2009)